# Ян Усмошвець

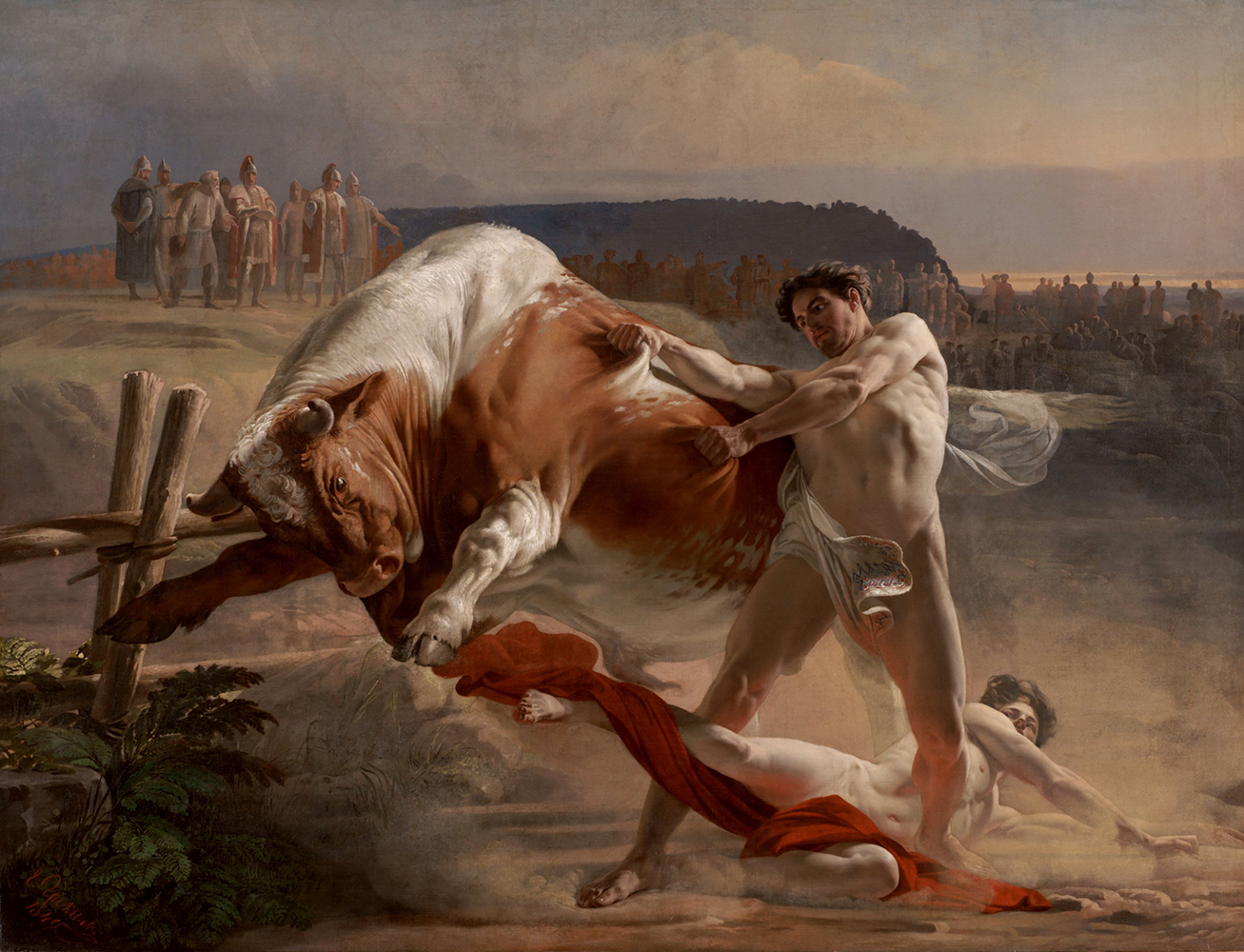
Сорокін Е. С. Ян Усмошвець зупиняє розлюченого бика. 1849.

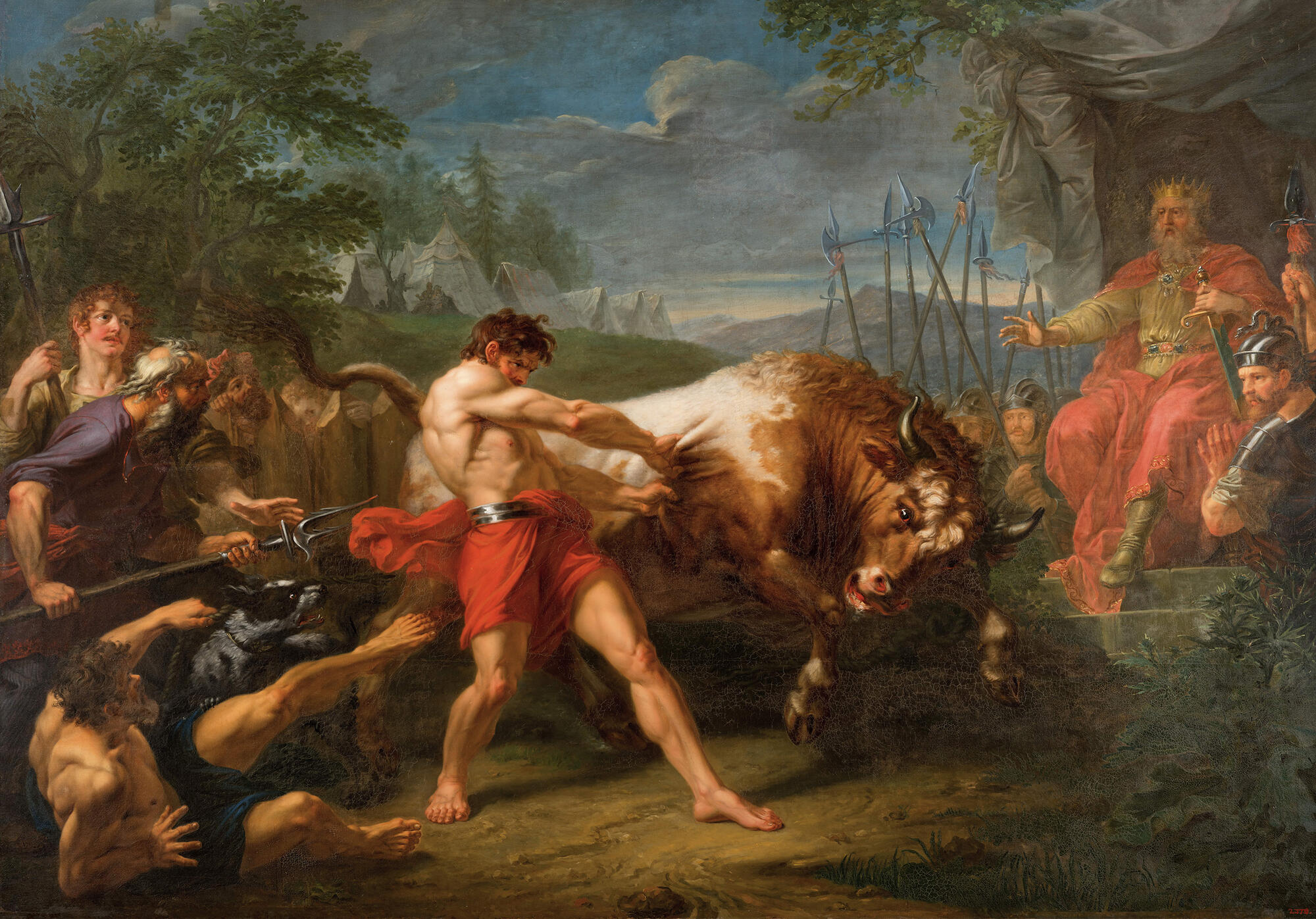
Угрюмов Г. І. Випробування сили Яна Усмаря. 1797—99.

Ян Усмошвець — легендарний літописний богатир.
Зазвичай ототожнюється з бійцем, який переміг у двобої з печенізьким вітязем під Переяславом у 992 році, сучасником Володимира Великого. «Повість временних літ» його імені не називає. В українських переказах залишилися згадки про Микиту або Кирила Кожум'яку, які мають паралелі з «переяславською легендою».
Відверто «книжне» ім'я та прізвисько «Ян Усмошвець» з'явлилося у пізнішому Никоновському літописі, укладеному в XVI сторіччі для обґрунтування претензій на Київ московського князя Василя III. У ньому не лише названий Яном переможець двобою під Переяславом. Усмошвець згаданий також в повідомленнях за 1001 і 1004 рік (відсутніх у «Повісті временних літ») — разом з Олександром Поповичем, який за іншими даними жив у XIII сторіччі. Яна також названо переможцем половців, які вперше з'явилися на кордонах Русі на півстоліття пізніше.